# I'm Raving
I'm Raving è un singolo del gruppo musicale tedesco Scooter, pubblicato nel 1996 ed estratto dall'album Wicked!.
Come autore del brano è accreditato Marc Cohn, in quanto la canzone è ispirata alla sua Walking in Memphis (1991).

## Tracce
- CD Maxi

1. I'm Raving – 3:36
2. I'm Raving (Extended) – 5:06
3. B-Site (www.Mix) – 5:35
4. Loops and Pipes – 1:22